# لوتر بلیست
لوتر بلیست (به انگلیسی: Luther Blissett) بازیکن فوتبال زادهٔ ۱ فوریه ۱۹۵۸ اهل انگلستان بود که سابقهٔ بازی در تیم ملی فوتبال انگلستان را در کارنامهٔ خود دارد. وی در تاریخ ۱۳ اکتبر ۱۹۸۲ نخستین بازی ملی خود را در مقابل تیم ملی فوتبال آلمان غربی انجام داد و با حضور در ۱۴ بازی ملی، در تاریخ ۲ ژوئن ۱۹۸۴ واپسین بازی ملی‌اش را در برابر تیم ملی فوتبال اتحاد جماهیر شوروی سوسیالیستی برگزار کرد.
این بازیکن توانسته در بازی‌های ملی، ۳ گل به ثمر برساند.